# ألبرت براون (سياسي)
ألبرت براون هو سياسي كندي، ولد في 1825، وتوفي في 1883.